# Bão số 8 năm 2013
| Thang bão Saffir–Simpson |     |    |    |    |    |    |
| ATNĐ                     | BNĐ | C1 | C2 | C3 | C4 | C5 |

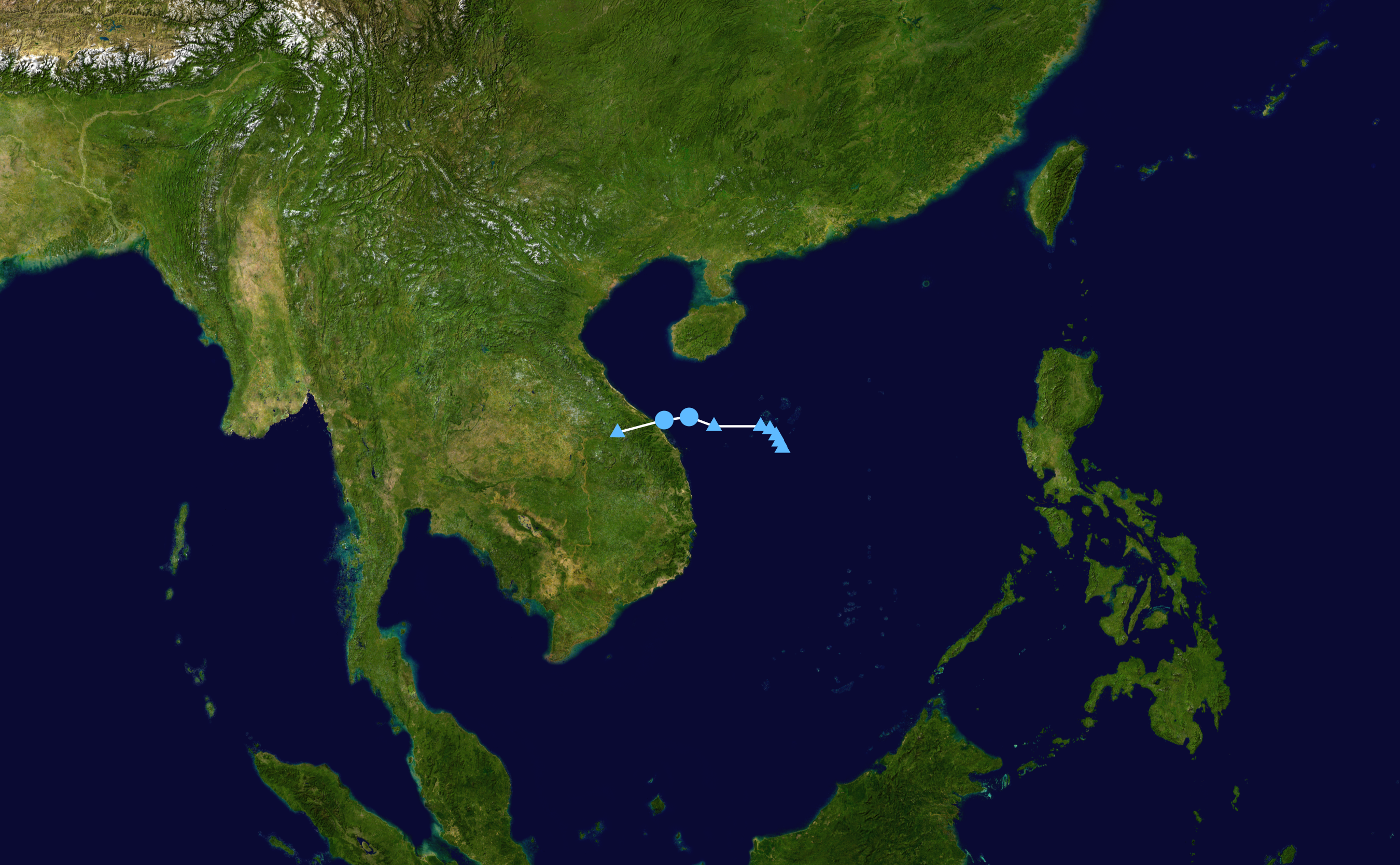
Đường đi của bão số 8. Chỉ có Việt Nam là nước duy nhất phát nâng cấp và phát tin là bão về nó. Hầu hết các đài khác là không phát tin bão về nó và cho rằng chỉ là một áp thấp nhiệt đới.

Bão số 8 năm 2013 (theo cách gọi của Việt Nam, tên chỉ định của JTWC: Áp thấp nhiệt đới 18W) là một cơn bão nhiệt đới không chính thức hình thành ở Biển Đông vào ngày 16 tháng 9 năm 2013 và kết thúc vào ngày 21 tháng 9 năm 2013. Đây là một cơn bão chưa có tên quốc tế, hầu hết tất cả các đài khí tượng trong khu vực cho rằng nó là một áp thấp nhiệt đới, chưa phát tin bão về nó và chỉ duy nhất đài Việt Nam công nhận nó là một cơn bão và phát tin bão về nó.
Đêm 18 tháng 9 năm 2013, bão số 8 suy yếu thành áp thấp nhiệt đới và đã đổ bộ vào đất liền các tỉnh từ Thừa Thiên Huế đến Quảng Nam, cùng với một đợt mưa vừa, mưa to và đợt lũ cho các tỉnh miền Trung Việt Nam, từ Nghệ An đến Khánh Hòa và khu vực Bắc Tây Nguyên. Bão số 8 cùng với lũ đã làm 10 người chết, 12 người mất tích, 6 người bị thương, ước tính thiệt hại ở Việt Nam là gần 400 tỷ đồng (18,7 triệu USD). Lũ lụt tại Lào cũng đã làm hơn 10.000 căn nhà bị hư hỏng và tổng thiệt hại tại Lào ước tính là 61 triệu đô la Mỹ. Tàn dư cuối cùng của nó là ở Phetchabun, một tỉnh của Thái Lan và cũng gây ra lũ lụt tại khu vực phía bắc, trung, đông của nước này.

## Hình thành và phát triển
Vào ngày 16, Cơ quan khí tượng Nhật Bản (JMA) và Trung tâm Dự báo Khí tượng Thủy văn Trung ương (VNCHMF) đã thông báo rằng một áp thấp nhiệt đới đã phát triển trong phạm vi một khu vực có độ đứt thẳng đứng của gió từ thấp đến trung bình trên Biển Đông, cách Hà Nội khoảng 1.000 km (620 dặm) về phía Đông Nam. Sang ngày hôm sau, 17 tháng 9, trong khi JMA vẫn chưa ban hành cảnh báo nâng cấp xoáy thuận này thành bão nhiệt đới, Việt Nam đã nâng cấp áp thấp nhiệt đới này lên thành bão số 8. Đến đêm hôm đó, JTWC cũng nâng cấp nó thành áp thấp nhiệt đới và đặt số hiệu 18W..
Với tốc độ khoảng từ 10 đến 15 km/h, bão di chuyển về phía tây, và đêm ngày 18 tháng 9 nó đã suy yếu thành áp thấp nhiệt đới và đổ bộ vào đất liền các tỉnh Thừa Thiên Huế, Đà Nẵng, Quảng Nam thuộc miền Trung Việt Nam, gây mưa lớn cho các tỉnh này. Sau khi đổ bộ vào Việt Nam, nó suy yếu nhanh thành một vùng thấp rồi đi sang hai nước láng giềng là Lào và Thái Lan. Tàn dư của 18W được ghi nhận lần cuối trên địa phận tỉnh Phetchabun của Thái Lan vào ngày 21 tháng 9.

## Công tác phòng chống
Ngày 17 tháng 9, một trong những Phó Thủ tướng chính của Việt Nam, Hoàng Trung Hải, yêu cầu Ban chỉ đạo Phòng chống lụt bão Việt Nam và Ủy ban Quốc gia Tìm kiếm Cứu nạn, chuẩn bị phòng chống trước khi bão bắt đầu ảnh hưởng đến Việt Nam. Ông cũng yêu cầu các chính quyền địa phương và quân đội kêu gọi tàu thuyền vào nơi trú ẩn ở các tỉnh từ Quảng Bình đến Phú Yên, sơ tán người dân ở những khu vực nguy hiểm đến nơi an toàn. Một số bộ, ngành, cơ quan được giao nhiệm vụ kiểm tra sự an toàn của đập và hồ chứa để phòng chống được lũ lụt.

## Ảnh hưởng

### Việt Nam
Mặc dù không mạnh, với sức gió chỉ ở cấp 8 giật cấp 9, nhưng bão số 8 và hoàn lưu của bão đã gây mưa cho các tỉnh từ Nghệ An đến Khánh Hòa và bắc Tây Nguyên, cùng với một đợt lũ làm 10 người chết và 12 người mất tích, 6 người bị thương. Đắk Lắk là tỉnh chịu thiệt hại nặng nề nhất về người và tài sản, với 5 người chết và 7 người mất tích. Hơn 2.000 ngôi nhà bị ngập, 2.100 hộ dân ở huyện Ea Súp phải di dời khẩn cấp. Hàng nghìn hecta lúa và hoa màu bị hư hỏng. Nhiều tuyến đường của huyện Ea Súp bị ngập gây chia cắt một số vùng.
Tại Hà Tĩnh, do ảnh hưởng của bão số 8 ở Hà Tĩnh có mưa lớn, gió giật mạnh cấp 6, cấp 7 và lốc xoáy gây ra nhiều thiệt hại cho người dân. Đến chiều 19 tháng 9 có 2 tàu cá bị mất liên lạc, 1 tàu hàng lớn mắc kẹt vào bãi đá và hàng chục ngôi nhà bị tốc mái. Tại xã Kỳ Anh, huyện Kỳ Anh đã xảy ra lốc xoáy làm 60 nhà dân bị tốc mái, hư hại một số loại hoa màu và nhiều cây cối bị đổ gãy... Tổng thiệt hại do lốc xoáy gây ra khoảng hơn 500 triệu đồng.
Tại Quảng Trị, 1 người chết, trên 3.000 ngôi nhà, 800 ha lúa và nhiều hoa màu chưa thu hoạch kịp cũng đã bị nhấn chìm. Tại huyện Đakrông, mưa cũng đã gây ngập úng nghiêm trọng nhiều khu dân cư, các bản làng vùng thấp trũng như các xã Ba Lòng, Hải Phúc, bị chia cắt do lũ. 1 người tại địa phương này bị nước cuốn trôi tử vong trên đường đi làm rẫy về, 1 người bị thương trong quá trình vật lộn với lũ.
Tại Thừa Thiên Huế, ở huyện Nam Đông tổng lượng mưa đo được là 441mm gây ra trận lũ lớn trên địa bàn huyện. Ước tổng thiệt hại bước đầu do cơn bão số 8 là 1,9 tỷ đồng. Tại Nghệ An, 13 người chết và thiệt hại gần 400 tỷ đồng.
Tại Đà Nẵng và Quảng Nam, Sở Giáo dục Đào tạo tại hai địa phương này đã cho học sinh nghỉ học tránh bão.

### Các quốc gia khác
Bão số 8 thành áp thấp và sang Lào, gây mưa to tại bốn huyện, rồi sau đó lan ra các tỉnh thuộc miền Nam Lào gây lũ nghiêm trọng trong các ngày 19 và 20 tháng 9. Có ít nhất 10.000 ngôi nhà bị hư hại và thiệt hại lên tới 61 triệu USD. Đây được cho là cơn lũ tồi tệ nhất trong 35 năm qua ở miền Nam Lào.
Ở Thái Lan đã có 13 người chết và 2,45 triệu người trong số 65 triệu dân bị ảnh hưởng do bão lũ. Ở trung tâm Thái Lan, dù mực nước tại huyện Baan Mi của tỉnh Lopburi vẫn ổn định, nhưng tại các trường bị ảnh hưởng vẫn phải đóng cửa cho đến khi có thông báo nước lũ rút. Khu vực dọc theo kênh đào Pasak - Chainat bị sụt lún, người dân địa phương bị ảnh hưởng đã được di tản đến khu vực an toàn. Ở tỉnh Ubon Ratchathani ở vùng Đông Bắc Thái Lan, 503 làng ở 16 huyện nằm trong tâm lũ, ảnh hưởng đến hơn 2.000 hộ gia đình và đất canh tác của địa phương, khiến nhiều hộ ven sông phải di dời. Lũ lụt cũng xảy ra ở các tỉnh Kamphang Phet, Tak, Nan, Phetchabun, Phitsanulok, Khon Kaen, Ubon Ratchathani, Surin, Si Sa ket, Nakhon Ratchasima, Amnat Charoen, Buri Ram, Nakhon Sawan, Lopburi, Kanchanaburi, Sa Kaeo, Prachin Buri và Nakhon Nayok.

## Tranh cãi về dự báo bão
Sau cơn bão, dư luận xôn xao đưa tin cơ quan khí tượng của Việt Nam báo bão sai, vì theo dự báo bão đổ bộ vào sáng 19 tháng 9 nhưng đêm 18 tháng 9 đã đổ bộ, gây ảnh hưởng đến công tác phòng chống ở các địa phương bị ảnh hưởng.
Tuy nhiên trong buổi họp chiều 20 tháng 9, NCHMF (Trung tâm Dự báo Khí tượng Thủy văn Việt Nam) đã phủ nhận điều này. Ông Bùi Minh Tăng, giám đốc NCHMF đã khẳng định:
Từ khi áp thấp nhiệt đới hình thành đến khi bão tan, Trung tâm đã phát chính thức 20 bản tin về cơn bão số 8.
Trong các bản tin dự báo, Trung tâm cũng đã liên tục cập nhật các thông tin và dự báo mới nhất cho phù hợp với diễn biến của bão để Ban Chỉ đạo phòng chống lụt bão có sự chỉ đạo kịp thời về công tác phòng, tránh bão. Do đó, mọi công tác chuẩn bị phòng chống phải được hoàn thành trước.
Mặt khác, trong cơn bão này chỉ có Việt Nam phát bão, các nước khác chỉ cảnh báo chứ người ta không phát bão. Ở nước ngoài cũng chỉ cảnh báo trong vòng 24 tiếng chứ không cảnh báo thành 48 tiếng như Việt Nam. Do đó, trung tâm không có thêm nhiều thông tin để tham khảo và phải tự mình đưa ra dự báo.
Chúng tôi làm dự báo, việc phải tham khảo dự báo của các trung tâm quốc tế là việc bắt buộc nhưng về dự báo về tình hình bão ở Việt Nam thì luôn độc lập và tự chủ.
Ông Bùi Minh Tăng còn khẳng định việc thành phố Đà Nẵng cho toàn bộ học sinh nghỉ học sau khi bão tan vì bản tin của Trung tâm trong chiều 18 tháng 9 là hợp lý, bởi lúc này ở đây mưa rất to thế nhưng ngày 19 tháng 9 cho nghỉ học thì lại "hơi cẩn thận".